# Neurothaumasia maculata
Neurothaumasia maculata är en fjärilsart som beskrevs av Petersen och Reinhardt Gaedike 1996. Neurothaumasia maculata ingår i släktet Neurothaumasia och familjen äkta malar.
Artens utbredningsområde är Iran. Inga underarter finns listade i Catalogue of Life.